# Abdiqasim Salad Hassan
Abdiqasim Salad Hassan (22 de junho de 1941) é um político somali, foi presidente da Somália de 2000 até 2004 e anteriormente Ministro das Finanças e do Interior durante o governo de Siad Barre.

## Biografia
Hassan nasceu em Gaddo na província de Mudug, na Somália. Completou a sua formação superior na União Soviética, graduando-se em 1965 no Departamento de Biologia da Universidade Estatal de Moscovo.
Ele pertence ao Habar Gidir, sub-clã da Hawiye centrado em Mogadíscio, e tem um irmão chamado Abdi Salad Hassan que também é político.

## Carreira política

### Ministro do Interior da Somália
Fundador do grupo Somalia's Suhl (reconciliação), do qual o ex-Ministro dos Negócios Estrangeiros Abdirahman Jama Barre também fazia uma parte, Hassan ocupou várias posições importantes no governo da Somália, notavelmente como o último Ministro do Interior do governo de Siad Barre. Como tal, Hassan foi responsável por todas as agências de segurança interna, incluindo o Serviço de Segurança Nacional (NSS), o Departamento de Investigação do Partido Socialista Revolucionário da Somália e a polícia, além de ser o vice primeiro-ministro.
Após a queda de Barre em 1991 e da eclosão da Guerra Civil da Somália, Hassan foi para Cairo.

### Presidente da Somália

#### 1991-2000
Depois de 1991, o governo de Hassan controlava partes da capital somali, Mogadíscio, enquanto o resto do país estava sob o controle de vários senhores da guerra.
Em 2000, ele participou e venceu as eleições para se tornar o presidente da Somália.

#### Pós-2001
Pouco antes do mandato do Governo Nacional de Transição expirar em agosto de 2003, Hassan retirou-se das conversações com o objetivo de formar um novo governo. O primeiro-ministro Hassan Abshir Farah acusou-o de tentar fazer as negociações fracassar por forma a estender o seu mandato. Isso resultou na demissão de Farah por Hassan. No entanto, Hassan prometeu afastar-se para dar lugar a um líder constitucionalmente eleito. Embora fosse um candidato à presidência do novo governo de unidade nacional, Hassan não estava entre os três candidatos que passaram a primeira volta das eleições. Ele deixou o cargo pacificamente vários dias após a eleição.

## Vida pessoal
Desde que perdeu as eleições presidenciais de 2004 para Abdullahi Yusuf Ahmed, Hassan tem batalhado por uma Somália mais segura, participando de inúmeros eventos na Somália e noutros países vizinhos onde fala aos seus compatriotas sobre como eles podem mudar a sua nação para melhor.
Ele agora divide seu tempo entre a Somália e o Egito.